# Петрас Калпокас

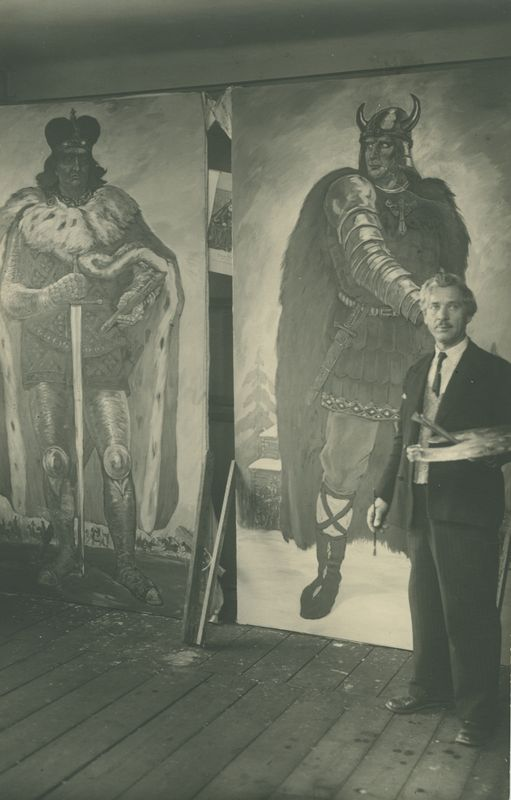
Калпокас біля своїх картин Великих князів Литовських, присвячених Каунаському гарнізонному клубу офіцерів будівлі Князівських залів у 1937 році

Петрас Калпокас (31 березня 1880, Мішкінє — 5 грудня 1945) — литовський художник і професор.

## Біографія
Калпокас народився 31 березня 1880 року у селі Мишкине, неподалік від Кветки, в Ковенській губернії Російської імперії (у Биржайському районі сучасної Литви).
З 1890 по 1895 рік він відвідував гімназію в м. Єлгава, Латвія . Його вигнали, коли він намалював на печі вчительської карикатуру.
В 1898 році Калпокас переїхав до Одеси, де провів два роки вивчаючи мистецтво. В 1890 (?) році здобув бронзову медаль за свій натюрморт . В 1892 році у Ризі була організована перша виставка малюнків Калпокаса. Далі він продовжив вивчення мистецтв у Мюнхені . Навчався під керівництвом Антона Абже та Вільгельма фон Дебшица навчаючись в Академії Хеймана та Мюнхенському університеті .
Між 1909 і 1920 Калпокас подорожував Європою: Швейцарією, Угорщиною, Італією. В 1914 р. спробував організувати велику персональну виставку у Німеччині, але понад 120 його картин були втрачені внаслідок Першої світової війни. Після повернення до Литви Калпокас почав викладати. Спочатку читав лекції на курсах малювання, створених Юстинасом Вієножинським, пізніше він викладав у Каунаській художній школі . В 1928 році Калпокас провів велику персональну виставку у Каунасі . В 1930 р. видав підручник з техніки малювання, а в 1945 р. став професором.

## Картини та малюнки
Більшість робіт Калпокаса — це пейзажі та портрети, але він експериментував із різноманітними жанрами (натюрморт, тематична композиція, театральні декорації, монументальний живопис) та техніками (олія, акварель, темпера, фреска). Пейзажі Калпокаса ліричні. Деякі з них реалістичні, інші мають риси імпресіонізму . Його портрети психологічні та точні, а фрески — декоративні та динамічні. Серед відомих робіт Калпокаса:
- Золота береза (1907)
- Весняний струмок (1907)
- Сільванський шлях (1912)
- Швейцарский пейзаж (1915)
- Вітер з моря (1942)
- Портрет Юргіса Шлапеліса (1924)
- Портрет Йонаса Яблонскіса (1938)
- Портрет Саломеї Неріс (1945)
- Амазонка (1933)
- Ліс і Хмара (1926)